# Constance Howard
Constance Howard (Omaha, Nebraska, 4 de octubre de 1906 – Condado de San Diego, California, 7 de diciembre de 1980) fue una actriz de cine mudo estadounidense que trabajó durante la década de 1920 y 1930.

## Filmografía
- Splendor (1935) como una invitada en la cena (Sin acreditar)
- The Wedding Night (1935) como una invitada en una fiesta (Sin acreditar)
- The Poor Millionaire (1930) como Babs Long
- The Smart Set (1928) como Cynthia
- Mother Machree (1928) como Edith Cutting
- The Cruel Truth (1927) como Helen Sturdevant
- The Night Bride (1927) como Renée Stockton
- Women Love Diamonds (1927) como Dorothy Croker-Kelley
- The White Black Sheep (1926) como Enid Gower
- Hold That Lion (1926) como Marjorie Brand